# Legge di Grimm

Schema riassuntivo degli effetti della legge di Grimm e della legge di Verner

La legge di Grimm, nota anche come legge di Rask-Grimm o come prima rotazione consonantica germanica, è una legge fonetica che descrive la rotazione consonantica delle occlusive dall'indoeuropeo al proto-germanico:
1. le occlusive sorde indoeuropee *p, *t, *k e *kʷ diventano in germanico le fricative sorde *f, *θ (trascritta þ), *h e *hʷ; così, per esempio, dall'indoeuropeo *ph₂tḗr ‘padre’ viene il gotico fáðar (cfr. invece il latino pater);
2. le occlusive sonore indoeuropee *b, *d, *g e *gʷ diventano in germanico le occlusive sorde *p, *t, *k e *kʷ; così, per esempio, dall’indoeuropeo *déḱm̥t ‘dieci’ viene il gotico taihun (cfr. invece l’irlandese deich);
3. le occlusive sonore aspirate indoeuropee *bʰ, *dʰ, *gʰ e *gʷʰ diventano in germanico le occlusive sonore *b, *d, *g e *gʷ; così, per esempio, dall’indoeuropeo *gʰóstis ‘straniero, ospite’ viene l’alto tedesco antico gast (cfr. invece il latino hostis).

## Storia
Conosciuta anche come «mutazione consonantica», e, in tedesco, erste Lautverschiebung o germanische Lautverschiebung (ossia «prima mutazione consonantica» o «mutazione consonantica germanica»), la legge di Grimm è stata la prima legge fonetica sistematica a essere stata scoperta e la sua formulazione fu un punto cruciale nello sviluppo della linguistica, frutto dell'applicazione rigorosa del metodo comparativo nella ricerca storica linguistica. Le corrispondenze regolari alla base della legge furono individuate da Friedrich von Schlegel nel 1806, che notò la sistematica corrispondenza tra il latino p e il germanico f, e poi da Rasmus Christian Rask nel 1818, che notò come tale la corrispondenza si estendesse a tutte le occlusive germaniche e anche rispetto ad altre lingue come il sanscrito o il greco; queste osservazioni vennero poi elaborate e sistematizzate nel 1822 da Jacob Grimm nella sua Deutsche Grammatik.

## Schema delle corrispondenze
La serie dei mutamenti descritti dalla legge di Grimm viene chiamata anche «rotazione consonantica» perché possono essere rappresentati schematicamente in modo circolare con la formula seguente, in cui T sta per «tenue» (occlusiva sorda), M sta per «media» (occlusiva sonora) e A sta sia per «(media) aspirata» (indoeuropea) sia per fricativa sorda (germanica):
| T |                                 |                                 |   |
|   | {\displaystyle \nearrow }       | {\displaystyle \searrow }       |   |
| M | {\displaystyle \longleftarrow } | {\displaystyle \longleftarrow } | A |
Questa tabella presenta il quadro complessivo dei mutamenti compresi nella legge di Grimm:
| Mutamenti | Mutamenti | Esempi mutati in lingue germaniche                                                                                        | Esempi immutati in altre lingue indeuropee                                                                              |
| --------- | --------- | --- | --- |
| T>A       | *p→f      | gotico fōtus ‘piede’; islandese fótur, danese fod, norvegese e svedese fot; inglese foot, basso tedesco Foot, tedesco Fuß | latino pēs, russo pod (под), lituano pėda, greco pū́s (πούς), sanscrito pā́t (acc. pā́dam)                                 |
| T>A       | *t→þ      | got. þridja ‘terzo’; isl. þriðji; ingl. third, alto tedesco antico thritto                                                | tocario A trit, B trite, albanese tretë, lit. trẽčias, irl. treas, lat. tertius, gr. trítos (τρίτος), sscr. tritá       |
| T>A       | *k→h      | got. hunds ‘cane’; isl. e faroese hundur, dan., norv. e sved. hund; ingl. hound, olandese hond, ted. Hund                 | irl. cú (gen. con), lat. canis, toc. A/B ku, gr. kýōn (κύων), ittita kuwaš, armeno šun, lit. šuõ (gen. šuñs), sscr. śvā́ |
| T>A       | *kʷ→hw    | got. ƕa ‘che, che cosa’; isl. hvað, dan. hvad, norv. hva; inglese antico hwæt, alto ted. ant. hwaz                        | gallese antico pa, lat. quod, lidio -kod, avestico ka, sscr. kád                                                        |
| M>T       | *b→p      | got. diups ‘(pro)fondo’; sved. djup; ingl. deep, oland. e bas. ted. diep                                                  | lit. dubùs ‘fondo’, gall. dwfn, russo (antiq.) debrʹ (дебрь) ‘valle, burrone’                                           |
| M>T       | *d→t      | got. taíhun ‘deici’; isl. tíu, dan. e norv. ti, sved. tio; ingl. ten, oland. tien                                         | irl. deich, lat. decem, lit. dešim, gr. déka (δέκα)                                                                     |
| M>T       | *g→k      | isl. kaldur ‘freddo’, dan. kold, sved. kall; ingl. cold, oland. koud, ted. kalt                                           | lat. gelū ‘gelo’, lit. gelumà ‘freddezza, frigidità’, gr. gelandrós ‘freddo’                                            |
| M>T       | *gʷ→kw    | got. qius ‘vivo’; isl. kvikur, sved. kvick; ingl. quick, oland. kwiek, alto ted. ant. quek                                | lit. gývas ‘vivo’, russo živój (живой) ‘vivace’, sscr. jīvā                                                             |
| A>M       | *bʰ→b     | got. broþar ‘fratello’; isl. bróðir, dan. e sved. broder; ingl. brother, oland. broeder, ted. Bruder                      | irl. bráthair, lat. frāter, gr. phrātēr (φράτηρ), russo brat (брат), sscr. bhrā́tṛ (भ्रातृ)                                 |
| A>M       | *dʰ→d     | got. daúr ‘porta, uscio’; isl. dyr, dan. e norv. dør, sved. dörr; ingl. door, frisone occidentale doar, oland. deur       | gall. dôr, lit. dùrys, russo dverʹ (дверь), alb. derë, sscr. dvā́r-                                                      |
| A>M       | *gʰ→g     | isl. gæs ‘oca’, far. gás, dan., norv. e sved. gås; ingl. goose, fris. occ. goes, oland. gans, ted. Gans                   | irlandese antico géiss ‘cigno’, pol. gęś, greco khēn (χήν)                                                              |
| A>M       | *gʷʰ→gw   | got. siggwan ‘cantare’ (-gg- = [ŋɡ]); norreno syngva, syngja, sved. sjunga; ingl. sing, oland. zingen, ted. singen        | gall. med. deongl ‘spiegare’, gr. omphḗ (ὀμφή) ‘voce, oracolo’, pracrito saṃghai ‘esporre, insegnare’                   |

## Eccezioni

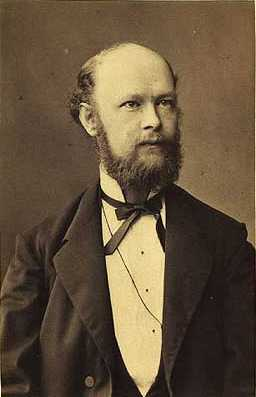
Karl Verner

Esistono alcuni casi particolari; per esempio, le occlusive sorde sono escluse dal cambiamento se precedute da */s/. Di queste eccezioni, in realtà apparenti, si rese conto già lo stesso Grimm, e gli studiosi successivi le descrissero in maniera più sistematica.
La /t/ germanica preceduta da fricativa non subisce la legge di Grimm. Il mantenimento della situazione antica è dipeso dalle abitudini fonetico-fonologiche delle lingue germaniche antiche, che non ammettono la presenza di due fonemi fricativi consecutivi.
Il gruppo più complesso di apparenti eccezioni alla legge di Grimm, che tenne impegnati i linguisti per vari decenni, ricevette una brillante spiegazione da parte del linguista danese Karl Verner, che si accorse che esse erano legate alla posizione dell'accento in indoeuropeo.

## La seconda rotazione consonantica
Grimm scoprì inoltre un'altra («seconda») rotazione consonantica, analoga per molti versi alla prima e dunque detta zweite Lautverschiebung, che riguarda il sistema consonantico dell’alto tedesco. Essa ha infatti operato soprattutto nel tedesco superiore e nei dialetti alpini, mentre non si è prodotta nel basso tedesco e nelle restanti lingue germaniche. Per questo motivo il sistema delle occlusive e delle fricative dell’inglese, per esempio, è più arcaico (cioè più vicino al proto-germanico) rispetto a quello del tedesco moderno.
Alcuni esempi:
- ‘acqua’: inglese, olandese water, basso tedesco Water | tedesco Wasser (t > ss = T > A)
- ‘tre’: islandese þrjú, ingl. three | olandese drie, b. ted. dree, ted. drei (th > d = A > M)
- ‘fare, agire’: ingl. do, oland. doen, b. ted. doon | ted. tun (d > t = M > A)
- ‘due’: ingl. two, oland./b. ted. twee | ted. zwei [ts-]
- ‘pipa’: ingl. pipe, oland. pijp, b. ted. Piep | ted. Pfeife [pf- ... -f-]
- ‘fare, fabbricare’: ingl. make, oland./b. ted. maken | ted. machen [-x-]

## Dibattiti aperti
La legge di Grimm si basa sulla ricostruzione «classica» della fonologia dell'indoeuropeo, quella elaborata dalla Scuola neogrammaticale durante il XIX secolo ed esposta da Karl Brugmann e Berthold Delbrück in Grundriss der vergleichenden Grammatik der indogermanischen Sprachen. Tuttavia, nella seconda metà del XX secolo è stata proposta una ricostruzione del sistema delle occlusive indoeuropee radicalmente differente, nota come teoria delle glottali; secondo tale teoria, elaborata indipendentemente da André-Georges Haudricourt, da Vjačeslav Vsevolodovič Ivanov e Tamaz Gamkrelidze e da Paul J. Hopper, lo schema classico sorda/sonora/sonora aspirata (t/d/dʰ) sarebbe una ricostruzione erronea, e andrebbe sostituito con uno schema sorda/sorda glottalizzata/sonora (t/tʔ/d) che renderebbe l'evoluzione dall'indoeuropeo al proto-germanico del tutto regolare: la prima rotazione consonantica, descritta dalla legge di Grimm, non sarebbe pertanto mai avvenuta.